# رون فين
رون فين هو حكم كندي، ولد في 1 ديسمبر 1940 في تورونتو في كندا.